# M53 (astronomia)
M 53 (conosciuto anche come NGC 5024) è un ammasso globulare visibile nella costellazione della Chioma di Berenice.

## Osservazione

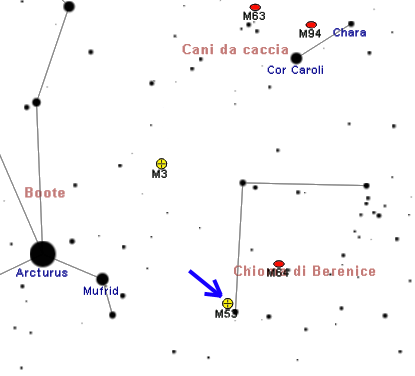
Mappa per individuare M53.

M53 è abbastanza facile da localizzare, grazie alla sua posizione appena 1° a nordest della stella binaria α Comae Berenices; la sua luminosità è relativamente bassa, per cui non può essere osservato ad occhio nudo, mentre un binocolo si rivela sufficiente se la notte è buona. Un telescopio amatoriale come un classico 114mm è già in grado di risolvere parzialmente quest'ammasso, mentre un 150mm consente di vedere tutto l'alone. A 200 ingrandimenti si possono già osservare circa 200 componenti, mentre la regione centrale permane di aspetto nebuloso e indistinto.
M53 può essere osservato con facilità da entrambi gli emisferi terrestri, grazie al fatto che la sua declinazione non è eccessivamente settentrionale; dalle regioni boreali è maggiormente osservabile e si presenta estremamente alto nel cielo nelle notti di primavera, mentre dall'emisfero australe resta sempre mediamente più basso, ad eccezione delle aree prossime all'equatore. È comunque visibile da tutte le aree abitate della Terra. Il periodo migliore per la sua osservazione nel cielo serale è quello compreso fra febbraio e agosto.

## Storia delle osservazioni
Fu scoperto da Johann Elert Bode nel 1775 che lo descrive così: "1° ad Est della stella 42 Comae, una nuova nebulosa, che al telescopio appare rotonda e piuttosto brillante." Nel 1777 fu riosservato da Charles Messier, che la descrive come un oggetto nebuloso di forma circolare e di dimensioni notevoli, paragonandolo a M79, un altro ammasso globulare visibile nella costellazione della Lepre. William Herschel lo risolve in stelle e ne osserva alcune strutture formate da concatenazioni. Isaac Roberts lo fotografa per la prima volta nel 1892 dal suo osservatorio privato, dimostrando come sia completamente risolvibile senza lasciare alcuna traccia di nebulosità.

## Caratteristiche
M53 è uno degli ammassi globulari più lontani da noi, infatti si trova a circa 58.000 anni luce dal Sistema Solare e a 60.000 anni luce dal centro galattico; il suo diametro angolare, di poco più di 10', corrisponde ad un'estensione lineare di circa 150 anni luce. Quest'ammasso contiene circa una cinquantina (47 accertate) di variabili, in maggioranza del tipo RR Lyrae; il suo moto proprio è di circa 80 km/s in avvicinamento.

### Libri
- (EN) Stephen James O'Meara, Deep Sky Companions: The Messier Objects, Cambridge University Press, 1998, ISBN 0-521-55332-6.

### Carte celesti
- Toshimi Taki, Taki's 8.5 Magnitude Star Atlas, su geocities.jp, 2005. URL consultato il 7 novembre 2010 (archiviato dall'url originale il 5 novembre 2018). - Atlante celeste liberamente scaricabile in formato PDF.
- Tirion, Rappaport, Lovi, Uranometria 2000.0 - Volume I - The Northern Hemisphere to -6°, Richmond, Virginia, USA, Willmann-Bell, inc., 1987, ISBN 0-943396-14-X.
- Tirion, Sinnott, Sky Atlas 2000.0 - Second Edition, Cambridge, USA, Cambridge University Press, 1998, ISBN 0-933346-90-5.
- Tirion, The Cambridge Star Atlas 2000.0, 3ª ed., Cambridge, USA, Cambridge University Press, 2001, ISBN 0-521-80084-6.